# Jean-Pierre Delage
Jean-Pierre Delage est un comédien français né le 4 septembre 1926 à Libourne et mort le 15 mars 1996 dans le 12e arrondissement de Paris, notamment connu pour ses doublages. Il a été pensionnaire de la Comédie-Française entre 1971 et 1972.

## Théâtre

### Comédien
- 1964 : Croque-monsieur de Marcel Mithois, mise en scène Jean-Pierre Grenier, théâtre Saint-Georges
- 1968 : Au théâtre ce soir : Le Système Deux de Georges Neveux, mise en scène René Clermont,
- 1969 : Occupe-toi d'Amélie de Georges Feydeau, mise en scène Jacques Charon, Théâtre de la Madeleine
- 1971 : Une histoire de brigands de Jacques Deval, mise en scène Jacques Mauclair, théâtre Marigny
- 1972 : Le Comte Oderland de Max Frisch, mise en scène Jean-Pierre Miquel, Comédie-Française au Théâtre national de l'Odéon
- 1972 : La Station Champbaudet d'Eugène Labiche et Marc-Michel, mise en scène Jean-Laurent Cochet, Comédie-Française
- 1972 : Cyrano de Bergerac d'Edmond Rostand, mise en scène Jacques Charon, Comédie-Française
- 1973 : Madame Sans Gêne de Victorien Sardou et Émile Moreau, mise en scène Michel Roux, théâtre de Paris
- 1974 : Ô mes aïeux ! de José-André Lacour, mise en scène Robert Manuel
- 1974 : Croque-monsieur de Marcel Mithois, mise en scène Jean-Pierre Grenier, théâtre Saint-Georges
- 1975 : L'Amant de madame Vidal de Georges Berr et Louis Verneuil, mise en scène Michel Roux, théâtre Marigny
- 1977 : Féfé de Broadway de Jean Poiret, mise en scène Pierre Mondy avec Jacqueline Maillan, Annick Alane, Jackie Sardou, Roger Carel, théâtre des Variétés
- 1979 : La Gueule du loup de Stephen Wendt, adaptation Marc-Gilbert Sauvajon, mise en scène René Clermont, théâtre Marigny
- 1980 : Miss Mabel de Robert Cedric Sherriff, mise en scène René Clermont
- 1981 : L'Amant de Bornéo de Roger Ferdinand, Paul Armont, José Germain, mise en scène Michel Roux, théâtre Marigny
- 1982 : Jean de la Lune de Marcel Achard, mise en scène Robert Manuel, théâtre Marigny
- 1984 : Croque-monsieur de Marcel Mithois, mise en scène Yannick Andréi, théâtre Saint-Georges

### Metteur en scène
- 1973 : La Royale Performance de Marcel Mithois, mise en scène Jean-Pierre Delage, théâtre des Bouffes-Parisiens
- 1973 : Une fois par semaine de Muriel Resnik, mise en scène Jean-Pierre Delage, théâtre Marigny

### Auteur
- 1984 : J'ai deux mots à vous dire, mise en scène Pierre Mondy, théâtre de la Michodière

## Filmographie

### Cinéma
- 1961 : Paris nous appartient de Jacques Rivette
- 1970 : Le Pistonné de Claude Berri
- 1978 : La Raison d'État d'André Cayatte
- 1983 : Le Jeune Marié de Bernard Stora
- 1987 : La Brute de Claude Guillemot
- 1988 : Frantic de Roman Polanski
- 1991 : Mayrig d'Henri Verneuil
- 1991 : 588, rue Paradis d'Henri Verneuil

### Télévision
- 1967 : Les Oiseaux rares de Jean Dewever
- 1968 : Puce de Jacques Audoir (téléfilm)
- 1968 : Princesse Czardas de Dirk Sanders
- 1970 : La Pomme de son œil de François Villers : Gontran
- 1972 : La Station Champbaudet d'Eugène Labiche et Marc-Michel, réalisation Georges Folgoas
- 1975 : Les renards de Philippe Joulia
- 1978 : Le vent sur la maison de Franck Apprederis
- 1979 : Les Quatre Cents Coups de Virginie de Bernard Queysanne
- 1979 : Le Tour du monde en 80 jours d'André Flédérick, (Téléfilm)
- 1980 : La vie des autres Le secret de Valaincourt d'Emmanuel Fonlladosa
- 1981 : Marie-Marie de François Chatel
- 1981 : Staline est mort d'Yves Ciampi : Molotov
- 1982 : Allô oui ? J'écoute! de Jean Pignol : L'armurier
- 1983 : Thérèse Humbert de Marcel Bluwal
- 1988 : Les Cinq Dernières Minutes, épisode Dernier Grand Prix de Gilles Katz
- 1990 : Les Mouettes, de Jean Chapot
- 1993 : Mayrig d'Henri Verneuil
- 1993 : Maigret : Maigret et les témoins récalcitrants de Michel Sibra : Le médecin
- 1993 : A Year in Provence de David Tucker : Colombani

## Doublage

### Cinéma
- Richard Attenborough : Jurassic Park : John Hammond
- Donald Burton (en) : Hudson Hawk, gentleman et cambrioleur : Alfred
- Robert Prosky : Gremlins 2 : Fred
- James Shigeta : Piège de cristal : Joseph Takagi
- Earl Boen : Terminator 2 : Le Jugement dernier : Dr Peter Silberman
- Laurence Luckinbill (en) : Star Trek 5 : L'Ultime Frontière : Sybok
- DeForest Kelley : Star Trek 6 : Terre inconnue : Dr Leonard McCoy
- Jack Hawkins : Lawrence d'Arabie : le général Allenby (scènes rajoutées)
- Jack Colvin : Chucky : Jeu d'enfant : Dr Ardmore
- Brion James : 48 heures : Ben Kehoe
- Roger Corman : Philadelphia : M.. Laird
- Paul Benedict : Cocktail : le professeur de finance
- George Plimpton : Le Petit Homme : Winston F. Buckner
- Nehemiah Persoff : Jumeaux : Mitchell Traven
- Tom Dahlgren : Soleil levant : Jim Dolnaldson
- John Hurt : King Ralph : Lord Percival Graves
- Maury Chaykin : Sommersby : M.. Dawson
- Christopher Lee : La Salamandre : prince Baldasar
- Gerry Bamman : Bodyguard : Ray Court

### Télévision

#### Série télévisée
- Horst Buchholz : Darken : La caverne de la rose d'or IV "l'empereur du mal"
- Laurence Haddon : Dallas
- Neal McVane : Dynastie
- Cesar Romero : Peter Stavros : Falcon Crest
- Andreas Katsulas : G'Kar : Babylon 5 : Premier Contact Vorlon (téléfilm)
- Henry Darrow : Don Alejandro de la Vega (1990-1993) : Zorro

#### Série télévisée d'animation
- Les Mystérieuses Cités d'or : Dr Languerra (première voix)
- Fievel : le père de Fievel
- King Arthur : Guster ; l'archevêque de Canterbur
- Julie et Stéphane : le père de Julie ; le commandant Shreïer ; le général Guisant
- L'École des Champions : M. Robson
- Mighty Max : Virgil
- Sab-Rider : le père d'April
- Molierissimo : le père de Molière
- Batman : le maire Hamilton Hill (2 épisodes)